# Waldemar Pabst
Ernst Julius Waldemar Pabst (Berlino, 24 dicembre 1880 – Düsseldorf, 29 maggio 1970) è stato un ufficiale e attivista tedesco.

## Biografia
Dopo aver combattuto al fronte occidentale durante la prima guerra mondiale e ricoperto alti incarichi militari, fu coinvolto nell'omicidio dei rivoluzionari tedeschi Rosa Luxemburg e Karl Liebknecht nel 1919. Nel 1920 partecipò al golpe fallito di Wolfgang Kapp.
Negli anni venti funse come mediatore tra la Reichswehr, l'industria degli armamenti e varie organizzazioni politiche di destra. In Austria iniziò una collaborazione con l'industriale Fritz Mandl e fu parte della guida del gruppo militante Heimwehr, che combatteva contro la democrazia austriaca e la sinistra.
Pabst inoltre ebbe contatti con l'Italia fascista. Si definiva un conservatore di destra e espresse apprezzamento per il fascismo italiano, ma si tenne lontano dal nazismo tedesco. Nel 1934 venne arrestato per un breve tempo durante la notte dei lunghi coltelli. Negli anni '30 continuò la sua carriera come trafficante d'armi internazionale.
Dopo il 1940 si trasferì in Svizzera, dove ebbe contatti con l'agente dell'Office of Strategic Services Allen Welsh Dulles, che sarebbe poi diventato capo della CIA negli anni '50. Nel 1955 Pabst ritornò nella Germania Ovest, continuando a vendere armi. In questo periodo fu simpatizzante del Partito Nazionaldemocratico di Germania di estrema destra.